# برايان هايز (مقدم برامج إذاعية)
برايان هايز (بالإنجليزية: Brian Hayes)‏ هو مقدم برامج إذاعية بريطاني، ولد في 17 ديسمبر 1937.